# Dark Tranquillity
Dark Tranquillity je švédská melodeathová kapela, jež je považována za jedny ze zakladatelů göteborské metalové scény. Jejich počátky se datují do roku 1989. V roce 1994 Anders Fridén, původní vokalista kapely, odešel do In Flames. Mikael Stanne, který původně zastával post rytmické kytary a doprovodných vokálů, se rázem stal hlavním zpěvákem, zatímco nově příchozí Fredrik Johansson se ujal kytary. Mikael Stanne s In Flames rovněž spolupracoval, avšak, navzdory všeobecně přijaté domněnce, se nikdy nestal stálým členem – byl pouze příležitostný zpěvák. V roce 1998, po vydání alba Projector, Johansson opustil kapelu, do které byli přibráni klávesista Martin Brändström a basista Michael Nicklasson a původní basista Martin Henriksson přešel ke kytaře. Album bylo nominováno na švédské Grammy. Skupina má v současné době smlouvu s vydavatelskou společností Century Media Records.
V březnu 2016 oznámil zakládající člen kapely kytarista Martin Henriksson odchod z kapely z důvodu "ztráty zapálení pro hraní hudby". Od roku 2017 proto s kapelou živě hrají Johan Reinholdz, nebo Christopher Amott.

## Složení
- Mikael Stanne – zpěv (1994–dosud), rytmická kytara (1989–1994)
- Martin Brändström – klávesy & elektronika (1999–dosud)
- Joakim Strandberg Nilsson – bicí (1989–dosud)
- Christian Jansson – basa (2015–dosud)
- Johan Reinholdz– kytara

## Bývalí členové
- Martin Henriksson – basa (1989–1999, 2013–2015), kytara (1999–2016)
- Anders Fridén – zpěv (1989–1994)
- Fredrik Johansson – kytara (1994–1999)
- Michael Niklasson – basa (1999–2008)
- Daniel Antonsson – basa (2008–2013)
- Niklas Sundin - sólová kytara (1989–2020)

## Hostující zpěvačky
- Anna-Kajsa Avehall (Skydancer)
- Eva-Marie Larsson (The Gallery)
- Sara Svensson (The Mind's I)
- Johanna Andersson (Projector)

## Diskografie
- 1989 – Enfeebled Earth (Single, released under the name Septic Broiler)
- 1991 – Trail of Life Decayed (Demo)
- 1992 – A Moonclad Reflection (EP)
- 1992 – Tranquillity (Demo Cassette) (includes Trail of Life Decayed and A Moonclad Reflection)
- 1993 – Skydancer
- 1995 – Of Chaos and Eternal Night (MCD)
- 1995 – The Gallery
- 1996 – Enter Suicidal Angels (MCD)
- 1997 – Enter The Mind's I
- 1999 – Projector
- 2000 – Skydancer/Of Chaos and Eternal Night (Re-Issue)
- 2000 – Haven
- 2002 – Damage Done
- 2003 – Live Damage (DVD)
- 2004 – Exposures - In Retrospect and Denial (2 CD, 2.CD live záznam)
- 2004 - Lost To Apathy (MCD)
- 2005 – Character
- 2007 – Fiction
- 2010 – We Are The Void
- 2012 – Zero Distance (EP)
- 2013 – Construct
- 2016 – Atoma
- 2020 – Moment